# Lampranthus hoerleinianus
Lampranthus hoerleinianus är en isörtsväxtart som först beskrevs av Moritz Kurt Dinter, och fick sitt nu gällande namn av Friedr. Lampranthus hoerleinianus ingår i släktet Lampranthus och familjen isörtsväxter. Inga underarter finns listade i Catalogue of Life.